# Santa Bárbara Hockey Club
Santa Bárbara Hockey Club es un club social y deportivo de la localidad de Gonnet, provincia de Buenos Aires, Argentina. Fundado el 3 de febrero de 1974.
Su principal actividad deportiva es el hockey sobre hierba, siendo la división femenina la más exitosa. Una de sus jugadoras más famosas fue Laura Maiztegui, integrante de la selección femenina argentina de hockey sobre hierba. Posee también hockey masculino en el que se han destacado su descenso al metropolitano B. Posee dos campos de césped sintético con arena y otra cancha de agua para hockey y se destaca en la mayoría de las categorías tanto en juveniles como en las mayores( mujeres ) participando en los Torneos de la provincia de Buenos Aires.
```
Actualmente la rama del hockey masculino han descendido al METROPOLITANO B  como en 2022 a manos del club San Fernando.
Su clásico eterno rival es el 
club Universitario de La Plata
 apodado por su inicial la "U".
```